# Ульянково (Московская область)
Ульянково — деревня в городском округе Мытищи Московской области России. Население — 209 чел. (2010).

## География
Расположена на севере Московской области, в восточной части Мытищинского района, на Осташковском шоссе, примерно в 10 км к северу от центра города Мытищи и 12 км от Московской кольцевой автодороги, недалеко от Пироговского, Пяловского и Учинского водохранилищ системы канала имени Москвы.
В деревне 10 улиц — Лесная, Луговая, Малиновая, Мытищинская, Окольная, Осташковская, Рябиновая, Сиреневая, Центральная и Черёмуховая; Ореховый переулок и Черёмуховый тупик. Связана автобусным сообщением с районным центром и городом Москвой (маршруты № 26, 438). Ближайшие населённые пункты — деревни Манюхино, Пруссы и Юдино.

## Население
| 1859 | 1890 | 1899 | 1926 | 2002 | 2010 |
| ---- | ---- | ---- | ---- | ---- | ---- |
| 73   | ↘57  | ↗78  | ↗131 | ↗207 | ↗209 |

## История
В «Списке населённых мест» 1862 года — владельческая деревня 2-го стана Московского уезда Московской губернии по левую сторону Ольшанского тракта (между Ярославским шоссе и Дмитровским трактом), в 24 верстах от губернского города и 8 верстах от становой квартиры, при прудах и колодцах, с 11 дворами и 73 жителями (33 мужчины, 40 женщин).
По данным на 1899 год — деревня Троицкой волости Московского уезда с 78 жителями.
В 1913 году — 17 дворов.
По материалам Всесоюзной переписи населения 1926 года — деревня Юдинского сельсовета Пушкинской волости Московского уезда в 3,5 км от Пироговского шоссе и 7,5 км от станции Клязьма Северной железной дороги, проживал 131 житель (62 мужчины, 69 женщин), насчитывалось 24 хозяйства, из которых 22 крестьянских.
С 1929 года — населённый пункт в составе Пушкинского района Московского округа Московской области. Постановлением ЦИК и СНК от 23 июля 1930 года округа как административно-территориальные единицы были ликвидированы.
Административная принадлежность
1929—1954 гг. — деревня Манюхинского сельсовета Пушкинского района.
1954—1955 гг. — деревня Жостовского сельсовета Пушкинского района.
1955—1963, 1965—1994 гг. — деревня Жостовского сельсовета Мытищинского района.
1963—1965 гг. — деревня Жостовского сельсовета Мытищинского укрупнённого сельского района.
1994—2006 гг. — деревня Жостовского сельского округа Мытищинского района.
2006—2015 гг. — деревня городского поселения Пироговский Мытищинского района.